# Friedrich Wilhelm Küster
Friedrich Wilhelm Albert Küster (Falkenberg, 11 aprile 1861 – Francoforte sull'Oder, 22 giugno 1917) è stato un chimico tedesco.
Insegnante a Clausthal, si occupò di chimica fisica ed in particolare scrisse un manuale di calcolo chimico. A lui si deve l'introduzione del termine "zwitterione", che coniò nel 1894 durante alcune sue ricerche sul metilarancio.

## Opere
- (DE) Friedrich Wilhelm Küster, Die Bedeutung der physikalischen Chemie für andere Wissenschaften, Vandenhoeck & Ruprecht, 1898.
- (DE) Friedrich Wilhelm Küster, Alfred Thiel, Stöchiometrie und chemische Mechanik[collegamento interrotto], Winter, 1913.
- (DE) Friedrich Wilhelm Küster, Alfred Thiel, Lehrbuch der allgemeinen physikalischen und theoretischen Chemie in elementarer Darstellung für Chemiker, Mediziner, Botaniker, Geologen und Mineralogen, Winter, 1913.
- (DE) Friedrich Wilhelm Küster, Alfred Thiel, Energetik und Verwandtschaftslehre, Winter, 1923.
- Friedrich Wilhelm Küster, Logaritmi e tabelle per chimici, farmacisti, medici e fisici, per uso dei laboratori d'insegnamento e pratici elaborate secondo lo stato attuale delle ricerche, 7ª ed., U. Hoepli, 1957.